# キャンディ (紅茶)
キャンディ (Kandy) とは、スリランカのキャンディ地方で作られる紅茶の総称である。キャンディ地方はスリランカで最初に紅茶が作られた土地である。

## 特徴
標高400mから500mに位置するキャンディ地方で栽培されているローグロウンティーである。渋みは少なく、香りは控えめである。このため、ストレートティー、ミルクティー、レモンティー、アイスティーとあらゆる飲み方ができる。フルーツやハーブなどを入れたバリエーションティーにも向いている。